# Уолнат-Лейк (тауншип, Миннесота)
Уолнат-Лейк (англ. Walnut Lake) — тауншип в округе Фэрибо, Миннесота, США. На 2000 год его население составило 251 человек.

## География
По данным Бюро переписи населения США площадь тауншипа составляет 93,0 км², из которых 90,4 км² занимает суша, а 2,6 км² — вода (2,81 %).

## Демография
По данным переписи населения 2000 года здесь находились 251 человек, 92 домохозяйства и 65 семей.  Плотность населения —  2,8 чел./км².  На территории тауншипа расположено 102 постройки со средней плотностью 1,1 построек на один квадратный километр. Расовый состав населения: 98,80  белых, 0,40 % — других рас США и 0,80 % приходится на две или более других рас. Испанцы или латиноамериканцы любой расы составляли 1,20 % от популяции тауншипа.
Из 92 домохозяйств в 30,4 % воспитывались дети до 18 лет, в 67,4 % проживали супружеские пары, в 2,2 % проживали незамужние женщины и в 28,3 % домохозяйств проживали несемейные люди. 27,2 % домохозяйств состояли из одного человека, при том 14,1 % из — одиноких пожилых людей старше 65 лет. Средний размер домохозяйства — 2,73, а семьи — 3,36 человека.
27,9 % населения — младше 18 лет, 8,4 % — в возрасте от 18 до 24 лет, 23,5 % — от 25 до 44, 26,3 % — от 45 до 64, и 13,9 % — старше 65 лет. Средний возраст — 38 лет. На каждые 100 женщин приходилось 118,3 мужчин.  На каждые 100 женщин старше 18 приходилось 132,1 мужчин.
Средний годовой доход домохозяйства составлял 39 375 долларов, а средний годовой доход семьи —  48 125 долларов. Средний доход мужчин —  27 321  доллар, в то время как у женщин — 23 958. Доход на душу населения составил 16 632 доллара. За чертой бедности находились 1,5 % семей и 5,8 % всего населения тауншипа, из которых 5,9 % младше 18 и 4,9 % старше 65 лет.